# Doppler Károly
Doppler Károly (Lemberg, 1825. szeptember 12. – Stuttgart, 1900. március 10.) zeneszerző, karmester, fuvolaművész.

## Életpályája
1838-tól Philipp Nötzl budai német színtársulatánál volt fuvolás és karmester. Bátyjával, Doppler Ferenccel együtt dolgozott a Nemzeti Színházban 1850–1862 között; a színház másodkarnagya volt. 1853-ban közreműködött a Filharmónia Társaság megalapításában. 1862-ben Bécsbe szerződött. 1865–1898 között Stuttgartban operaigazgató volt. 
Eredeti művein kívül több népszerű operarészletet írt át. Zongorára, fuvola-zongorakettősre készített zenét. Doppler Ferenccel és Erkel Ferenccel együtt komponálták az Erzsébet című operát (1857). Fia, Doppler Árpád zeneszerző New Yorkban és Stuttgartban működött.

## Családja
Testvére, Doppler Ferenc (1821–1883) osztrák–magyar fuvolavirtuóz és zeneszerző volt. Fia, Doppler Árpád (1857–1927) zeneszerző, zongorista, zongoratanár volt.

## Művei
- A gránátos tábor (vígopera, 1853)
- Salvator Rosa (melodráma, társszerzők: Erkel Ferenc, Doppler Ferenc, 1855)
- Honfidal (pályamű, 1857)
- Erzsébet (opera, társszerzők: Erkel Ferenc és Doppler Ferenc, 1857)
- Kinizsi tábori tánca (1859)
- Magyar Idylla (zongorára, 1859)
- A vitéz kántor (operett, 1861)